# 6515 Giannigalli
6515 Giannigalli è un asteroide della fascia principale. Scoperto nel 1988, presenta un'orbita caratterizzata da un semiasse maggiore pari a 2,2830084 UA e da un'eccentricità di 0,1509015, inclinata di 2,62514° rispetto all'eclittica.